# 鄂尔多斯右翼后旗
鄂尔多斯右翼后旗，中国清代、民国时期内蒙古旧旗名。1949年按其俗称改名杭锦旗。

## 历史
清朝顺治六年（1649年）以鄂尔多斯部置，治所在今鄂爾多斯市杭锦旗北独贵特拉。属伊克昭盟。1940年代徙治贾达汗。1958年徙治锡尼镇，即今治。
清代時，辖境包括今杭锦旗及五原、临河、杭锦后旗东部、乌拉特前旗西部、磴口东部、乌海东部等地区。

## 鄂尔多斯右翼后旗扎萨克固山贝子世系
1. 卫达尔玛诺木欢（衮必里克墨尔根三子）
2. 萨济
3. 小札木素（卫达尔玛的玄孙，萨济的孙子）：1649年（清顺治六年）封镇国公，领鄂尔多斯右翼后旗札萨克，驻鄂尔洁虎泊。1670年卒
4. 索诺木（小扎木素长子）1670年袭位。1672年卒
5. 都棱（索诺木长子）：1672年袭位。1698年为固山贝子。1707年卒
6. 色棱喇什（都棱长子）1707年袭位。1712年卒
7. 伦布（都棱次子）1712年袭位。1717年卒
8. 色棱纳木扎勒（都棱三子）1717年袭位。当年卒
9. 齐旺班珠尔（色棱纳木扎勒长子）1717年袭位。1733年，由于违抗朝廷命令，未出兵征讨准噶尔，齐旺班珠尔被降爵为辅国公。1733年，又诏复固山贝子。清军剿灭达瓦奇之时，齐旺班珠尔送牛、马、骆驼、羊，以犒劳清军，以此功于1754年晋封多罗贝勒。1772年卒
10. 喇什达尔济（齐旺班珠尔孙）1772年袭位。1806年卒
11. 拉什扎木素（喇什达尔济长子）1806年袭位。1812年卒
12. 拉什丕尔（拉什扎木素叔）1812年袭位。1813年卒
13. 端多布色楞（拉什丕尔弟）1813年袭位。1841年卒
14. 静米特多布扎勒（端多布色楞子）1841年袭位。1857年卒
15. 巴图莽鼐（静米特多布扎勒弟）1857年袭位。1880年卒
16. 阿尔宾巴雅尔（巴图莽鼐子）1880年袭位。1913年晋封亲王。1917年卒
17. 阿拉坦鄂其尔（阿拉坦鄂齐尔、阿勒坦鄂齐尔、阿拉组瓦弃尔，汉名阿宝珍，俗称“阿王”）：1882年生，1917年袭位。1938年1月26日日伪占领杭锦王府，3月21日在包头成立伪“伊克昭盟公署”，阿王任伪“盟长"。1949年4月16日在定远营卒